# NGC 7783D
NGC 7783D is een spiraalvormig sterrenstelsel in het sterrenbeeld Vissen. Het hemelobject werd op 9 september 1864 ontdekt door de Duitse astronoom Albert Marth.

## Synoniemen
- MCG 0-60-60
- HCG 98D
- Arp 323
- VV 208
- PGC 72806